# Kruščica (Vitez, BiH)
Kruščica je naseljeno mjesto u općini Vitez, Federacija Bosne i Hercegovine, BiH.

## Povijest
U Kruščici je 1940. bio osnovan sabirni logor i zatvor za političke zatvorenike. Djelovao i u NDH, a zatvoren potkraj 1941. godine.
Mjesto je bilo poprištem ratnih zbivanja u bošnjačko-hrvatskom sukobu. Dana 13. travnja 1993. pripadnici Armije BiH pokušali su ubiti bojnika Darka Kraljevića, zapovjednika postrojbe HVO-a Vitezovi, i njegovu pratnju. Tada su to bili prvi manji okršaji u ovom dijelu Bosne.
Selo je cijeli rat držala Armija RBiH, kao i izvorište Kruščicu i viteški gradski vodovod. Za svoje potrebe reaktivirali su sabirni logor u Kruščici u koji su zatvarali zarobljene hrvatske civile, koji su ondje pretrpjeli torturu. Trpili su maltretiranja, ponižavanja, premlaćivanja, odvođenje na kopanje rovova.

## Stanovništvo

### Popisi 1971. – 1991.
| Krušćica           |                |                |              |
| godina popisa      | 1991.          | 1981.          | 1971.        |
| Muslimani          | 1.389 (57,77%) | 1.347 (64,44%) | 982 (52,31%) |
| Hrvati             | 590 (24,54%)   | 560 (26,79%)   | 631 (33,61%) |
| Srbi               | 72 (2,99%)     | 52 (2,48%)     | 157 (8,36%)  |
| Jugoslaveni        | 129 (5,36%)    | 68 (3,25%)     | 28 (1,49%)   |
| ostali i nepoznato | 224 (9,31%)    | 63 (3,01%)     | 79 (4,20%)   |
| ukupno             | 2.404          | 2.090          | 1.877        |

### Popis 2013.
| Kruščica           |                |
| godina popisa      | 2013.          |
| Hrvati             | 628 (24,62%)   |
| Bošnjaci           | 1.575 (61,74%) |
| Srbi               | 26 (1,02%)     |
| ostali i nepoznato | 322 (12,62%)   |
| ukupno             | 2.551          |